# Laurel Hill
Laurel Hill és una població dels Estats Units a l'estat de Florida. Segons el cens del 2000 tenia 549 habitants.

## Demografia
Segons el cens del 2000, Laurel Hill tenia 549 habitants, 223 habitatges, i 158 famílies. La densitat de població era de 67,5 habitants/km².
Dels 223 habitatges en un 30,9% hi vivien nens de menys de 18 anys, en un 49,8% hi vivien parelles casades, en un 17% dones solteres, i en un 29,1% no eren unitats familiars. En el 25,6% dels habitatges hi vivien persones soles l'11,7% de les quals corresponia a persones de 65 anys o més que vivien soles. El nombre mitjà de persones vivint en cada habitatge era de 2,46 i el nombre mitjà de persones que vivien en cada família era de 2,93.
Per edats la població es repartia de la següent manera: un 26,8% tenia menys de 18 anys, un 5,8% entre 18 i 24, un 27,7% entre 25 i 44, un 24% de 45 a 60 i un 15,7% 65 anys o més.
L'edat mediana era de 39 anys. Per cada 100 dones de 18 o més anys hi havia 85,3 homes.
La renda mediana per habitatge era de 25.385 $ i la renda mediana per família de 28.281 $. Els homes tenien una renda mediana de 25.809 $ mentre que les dones 17.500 $. La renda per capita de la població era de 12.949 $. Entorn del 18% de les famílies i el 21,6% de la població estaven per davall del llindar de pobresa.

## Poblacions més properes
El següent diagrama mostra les poblacions més properes.